# Лю Цун
Лю Цун (на китайски: 劉聰; на пинин: Líu Cōng) е император на хунската държава Хан Джао през 310 – 318 година.

## Биография
Лю Цун е четвърти син на Лю Юен, хунски благородник, който по-късно създава държавата Хан Джао. Израства в двора на империята Дзин, където получава добро образование и си създава връзки сред висшата китайска аристокрация. Заедно с баща си е на служба при Съма Ин по време на Войната на осемте князе, а след обособяването на Хан Джао става един от водещите военачалници на своя баща.
Лю Юен умира на 19 август 310 година и е наследен от най-големия си син Лю Хъ, но няколко седмици по-късно Лю Цун го убива и сам заема трона. През следващите две години войските на Хан Джао окончателно разгромяват империята Дзин и превземат нейната столица Лоян. Под властта на Лю Цун е обединена по-голямата част от Северен Китай. Източните области на държавата се управляват от военачалника от народа дзие Шъ Лъ, който се ползва с голяма самостоятелност, но официално признава властта на Лю Цун.
Лю Цун умира на 31 август 318 година и е наследен от сина си Лю Цан.